# ヤマハ・コミュニケーションプラザ
ヤマハ発動機　コミュニケーションプラザ（英: Yamaha Mortor Communication Plaza）は、ヤマハ発動機が本社内に設置した企業博物館である。

## 展示物

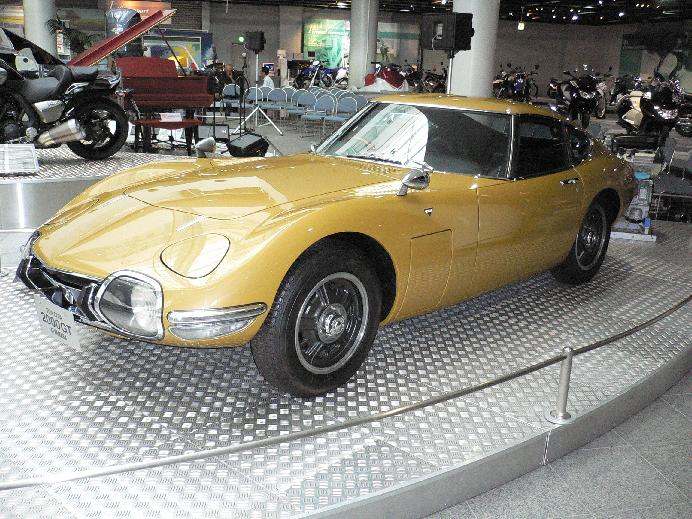
展示されている2000GTは、3台しか生産されなかったゴールド塗装車のうちの1台。

### 1階 コーナー
建物に入って右側にあるコーナーで、ヤマハ発動機の代表的な生産車輌および製品が紹介されている。競技専用車輌へ実際に触ったり乗ったり等の見学者のサービスを行っている。また、トヨタ自動車との提携により共同開発を行ったトヨタ・2000GTとレクサス・LFA、また自社開発のOX99-11も１階に展示されている。

### 1階 プレゼンテーションルーム
1階受け付け前にある円形の部屋は、社内外での研修等で使用されている。会社案内映像を大画面で紹介することも可能で、県内外の学校見学等でも使用されている。

### 1階 売店
扱っているのは、ヤマハ発動機のノベルティグッズで、アパレル用品なども販売されている。

### 2階 コーナー
創業黎明期の歴史コーナーから繋がっており、ヤマハ発動機の歴史を飾る国内外の生産車両および製品を紹介している。レース活動の歴史や競技専用車輌の実物を展示しているほか、時代別の歴史的な市販車両の展示を行っている。

### 2階 モーターサイクルギャラリー
文字通り、歴代のモーターサイクルを実物で紹介している。なお、ジョーダン・グランプリ時代のF1マシンも、常設展示されている。

### 3階 プラザカフェ
窓からヤマハスタジアムや、天気の良い日には富士山も一望できる。
※現在カフェでは喫食の提供はされていない。

### 3階　会議室
こちらは、主に社内で利用されているエリアで、通常は一般に開放されていない大小の会議室が用意されている。

## 料金・開館時間
入場料は無料。特定時期は一般公開を制限している。